# Schuppengrasmücke
Die Schuppengrasmücke (Curruca melanothorax; Syn: Sylvia melanothorax) ist ein Singvogel aus der Gattung der Grasmücken (Curruca). Sie kommt auf Zypern vor.

## Beschreibung
Die Schuppengrasmücke ist 12,5 bis 13,5 Zentimeter groß. Sie sieht der Samtkopf-Grasmücke ähnlich, jedoch haben die Schirmfedern, Armdecken und großen Armdecken breite weißliche Ränder. Der Augenring ist dünn und weiß. Die Unterseite ist hell, die Flanken sind grau-beige. Die Unterschwanzdecken haben dunkle Zentren. Die Schnabelbasis ist gelb-rosa.
Das Männchen ist auf der Unterseite durchgehend grob dunkel gefleckt. Der Kopf ist schwarz, der Rücken grau. Das Weibchen ist nur auf Brust und Kehle gefleckt. Der Kopf ist grau, der Rücken ist graubraun.

## Stimme
Der Lockruf ist ein kehliges, schnalzendes „zreck“. Bei Beunruhigung ruft sie heiser und gezogen „tschreh tschreh“. Der Warnruf ist hell ratternd „ze-ze-ze-ze-ze...“
Der Gesang ist trocken, holprig zwitschernd und etwas ungleichmäßig. Er ist langsam, verhältnismäßig monoton und enthält nahezu keine hellen Pfeiftöne.

## Lebensraum und Verbreitung
Die Schuppengrasmücke lebt in offenen Landschaften (Macchia) auf Zypern. Das Nest wird niedrig in einem Busch angelegt. Sie ist ein Zugvogel, der in Wadis in Israel, Jordanien und dem Sinai überwintert.

## Nahrung
Die Nahrung besteht aus Insekten, Spinnen und Beeren.